# Kodansha
Kodansha Ltd. (яп. 株式会社講談社, Кабушікі-ґайшя Коданшя) — найбільше в Японії видавництво, що випускає літературні твори та манґу. Головний офіс компанії розташований у районі Бункьо, Токіо. Kodansha видає як журнали з манґою, такі як Nakayoshi, Monthly Afternoon, Weekly Shonen Magazine, Monthly Shonen Magazine, Monthly Shonen Magazine Special, Seasonal Shonen Magazine Wonder, так і літературні журнали Ґундзо, Ґендай та Weekly Gendai, а також словник японської розмовної мови Nihongo Daijiten.
Згідно із заявою представника «Коданшя», серед їхніх проєктів найпопулярнішою на світовому ринку є манґа (45 %), потім анімаційна та інша медійна продукція (35 %), а останнє місце посідають книги та журнали (20 %).

## Історія

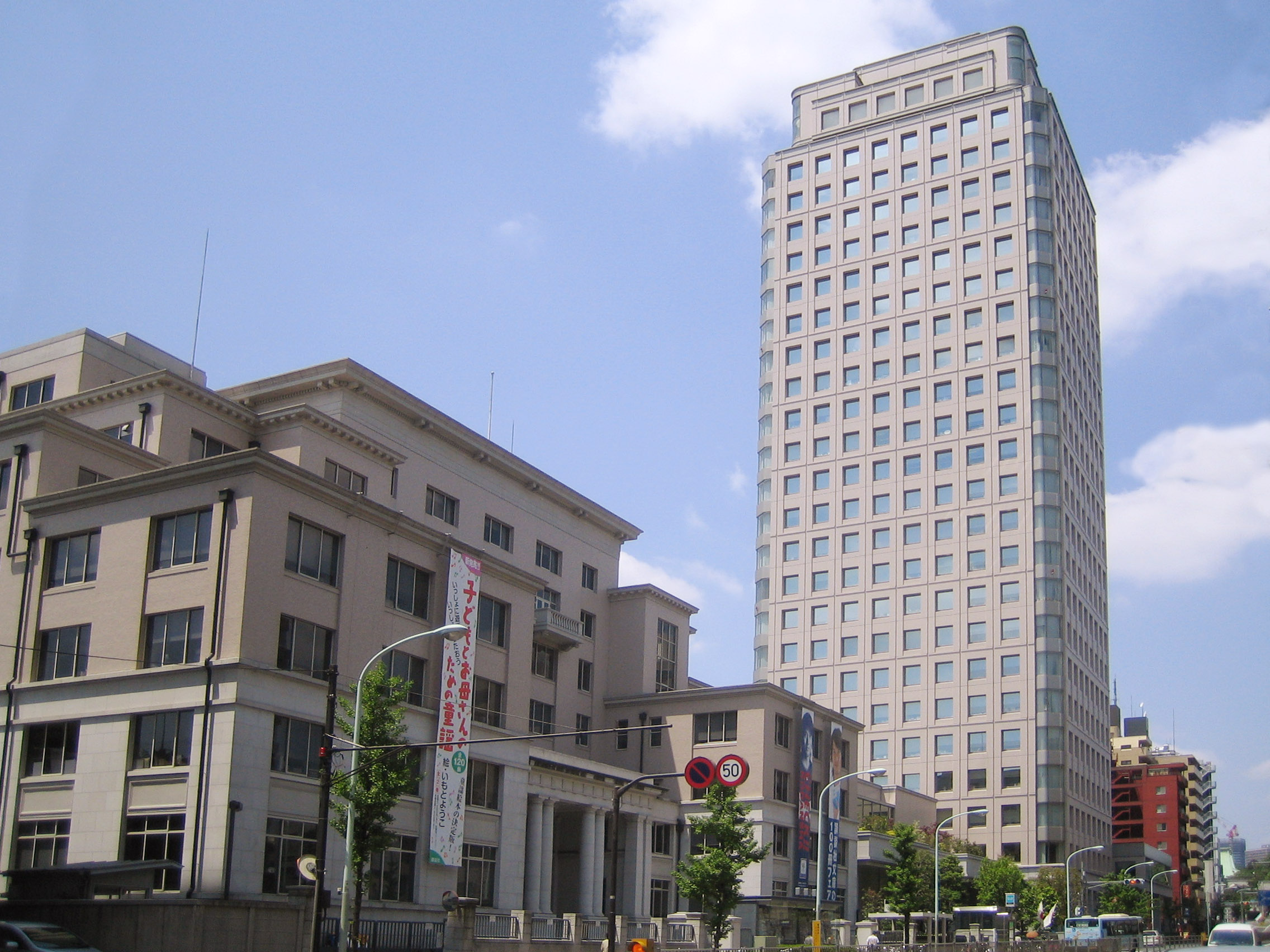
Kodansha

Видавництво Kodansha було засновано Сейдзі Номою в 1909 році на основі Дай-Ніппон Юбенкай (Товариство Ораторів Великої Японії). Першим виданням став літературний журнал Yūben. Назва Kodansha (утворилася від назви журналу Kodan Club, що нині не виходить) було вперше використано в 1911 році, коли видавництво формально об'єдналося з Дай-Ніппон Юбенкай. Поточна офіційна назва компанії з'явилася в 1958 році. Девіз видавництва — Омосірокуте таме ні нару (Бути цікавим та вигідним).
Компанія також володіє Otowa Group, яка управляє спонсорськими фірмами, такими як King Records та Kobunsha, і видає Nikkan Gendai, щоденний таблоїд. Видавництво має тісні зв'язки з компанією The Walt Disney Company, та є офіційним спонсором Діснейленду в Токіо.
Компанія є найбільшим видавцем в Японії, її щорічний дохід сягав 200 мільярдів єн. Проте в ході недавнього спаду в японській економіці і пов'язаного з ним падіння попиту у видавничій індустрії, доходи різко впали та компанія закінчила 2002 фінансовий рік зі збитками, вперше з кінця Другої світової війни. Другий за величиною видавець, Shogakukan, також поніс фінансові втрати, але менші — за 2003 фінансовий рік, доходи Kodansha склали 167 мільярдів йен, в той час як у Shogakukan 150 мільярдів, таким чином різниця склала 17 мільярдів; в найкращі часи, Kodansha обганяла Shogakukan більш ніж на 50 мільярдів йен.
Kodansha також є спонсором престижної премії для манґак — премії манґи Коданся, яка у своєму поточному вигляді з'явилася в 1977 році, хоча під іншими назвами існувала ще з 1960 року.
У квітні 2000 року у зв'язку з 90-річчям видавництва було відкрито меморіальний музей Коданшя Нома, що включає предмети японського образотворчого мистецтва з колекції сім'ї Нома.

## Журнали видавництва Kodansha

### Кодомо
Comic Bom Bom (1981–2007)

### Сьодзьо
Nakayoshi, Bessatsu Friend, Betsufure, Dessert, Nakayoshi Lovely, The Dessert. Закриті: Shōjo Club (1923–1962), Shōjo Friend (1962–1996), Mimi (1975–1996), Aria (monthly, 2010–2018)

### Сьонен
Weekly Shonen Magazine, Shonen Rival, Magazine Special, Shonen Sirius, Bessatsu Shōnen Magazine, Shōnen Magazine Edge, Shōnen Magazine R, Suiyōbi no Sirius (вебсайт з 2013), Magazine Pocket (додаток/вебсайт з 2015)

### Дзьосей
Be Love, Kiss, Kiss Plus, ITAN, Hatsu Kiss

### Сейнен
Afternoon, good! Afternoon, Morning, Evening, Magazine Z, Weekly Young Magazine

### Онлайн журнали
Honey Milk, Ane Friend, comic tint